# Lijst van burgemeesters van Bergen (Limburg)
Dit is een lijst van burgemeesters van de Nederlandse gemeente Bergen in de provincie Limburg.
| Ambtsperiode | Naam burgemeester                                   | Partij of stroming | Bijzonderheden                               |
| ------------ | --------------------------------------------------- | ------------------ | -------------------------------------------- |
| 1798 - 1818  | Hermanus Giltay (Herman)                            |                    | eerst heette de functie agent en later maire |
| 1818 - 1836  | Mr. Petrus Wilhelmus de Liedel (Pierre)             | orangist           | baron en kasteelheer Well                    |
| 1836 - 1879  | Carolus Elders (Karel)                              |                    |                                              |
| 1879 - 1904  | Theodorus Wilhelmus Otten (Theodoor)                |                    |                                              |
| 1904 - 1918  | Gerardus Johannes Hubertus Peters (Gerard/Sraar)    |                    |                                              |
| 1918 - 1937  | Egbertus Theodorus Leonardus Marie Otten (Egbert)   |                    |                                              |
| 1937 - 1950  | Sebastiaan Dionisius Douven (Sebastiaan)            |                    |                                              |
| 1951 - 1961  | Adriaan Antonius Maria van Mackelenbergh (Adriaan)  |                    | vanaf 1960 met verlof                        |
| 1960 - 1964  | Jan Willem van Kempen (Jan)                         | KVP                | eerst als waarnemend burgemeester            |
| 1964 - 1978  | Leonardus Henricus Hubertus Huyben (Leon)           |                    | eerder burgemeester van Cadier en Keer       |
| 1978 - 1987  | Mr. Egidius Wilhelmus Maria Meijer (Ed)             | CDA                |                                              |
| 1988 - 2011  | Cornelis Wilhelmus Hubertus Maria Klaverdijk (Dick) | CDA                |                                              |
| 2011 - 2012  | Carolus Josephus Jacobus Stephanus Majoor (Karel)   | PvdA               | waarnemend                                   |
| 2012 - 2024  | Maria Hubertina Elizabeth Pelzer (Manon)            | CDA                |                                              |
| 2024 - heden | Dr. Michael Rauner                                  | partijloos         |                                              |